# Álvaro Enrigue
Álvaro Enrigue, né à Guadalajara, Jalisco (Mexique), le 6 août 1969, est un écrivain mexicain considéré comme le romancier contemporain le plus important de son pays. Son romain Muerte subita a reçu en 2013 le prix Herralde.

## Œuvres
- La muerte de un instalador (1996)
- Virtudes capitales (1998)
- El cementerio de sillas (2002)
- Hipotermia (2005), traduit en français sous le titre Hypothermie par Eduardo Jiménez, Paris, Éditions Gallimard, coll. « Du monde entier », 2012, 224 p.  (ISBN 978-2-07-078081-5)

- Vidas perpendiculares (2008, traduit en français sous le titre Vies perpendiculaires par Vincent Raynaud, Paris, Éditions Gallimard, coll. « Du monde entier », 2009, 245 p.  (ISBN 978-2-07-011950-9)

- Decencia (2011)
- Un samurái ve el amanecer en Acapulco (2013).
- Valiente clase media (2013)
- Muerte súbita (2014), traduit en français sous le titre Mort subite par Serge Mestre, Paris, Éditions Buchet/Chastel, 2016, 320 p.  (ISBN 978-2-283-02824-7)
- Ahora me rindo y eso es todo (2018)

### Nouvelle dans un recueil
- « La Plume de Dumbo », traduction de Vincent Raynaud, in Les Bonnes Nouvelles de l'Amérique latine, Gallimard, « Du monde entier », 2010  (ISBN 978-2-07-012942-3)